# Рыбник, Александр Михайлович
Алекса́ндр Миха́йлович Ры́бник (5 февраля 1922, Ефремов — 29 сентября 2013, Хайфа) — советский, узбекский, израильский театровед; кандидат искусствоведения, профессор.

## Биография
Детство и юность провел в Москве. В 1940 году поступил на театроведческий факультет ГИТИСа.
Окончив 1-й курс института, в августе 1941 года добровольцем вступил в истребительный батальон московских комсомольцев, был истребителем танков. 29 октября в боях под Москвой был тяжело ранен; после излечения с ноября 1941 года сражался на фронтах Великой Отечественной войны в рядах Красной Армии: пулемётчиком, командиром отделения, помощником командира взвода разведчиков. В сентябре 1942 года был тяжело ранен, после излечения в 1943—1944 годах учился в Военно-морском авиационном-техническом училище (ВМАТУ) имени В. М. Молотова. С 1944 года служил фотолаборантом в 53-м смешанном авиационном полку ВВС Балтийского флота.
Демобилизовался в начале сентября 1946 года в звании младшего сержанта. В 1950 году окончил ГИТИС, поступил в очную аспирантуру ГИТИСа. С 1951 года преподавал в ГИТИСе и Школе-студии им. Немировича-Данченко.
В 1954 году переехал в Ташкент; заведовал отделом театра и хореографии ташкентского Института искусствознания им. Хамзы (1954—1957), в 1957—1992 годы был заместителем директора института. Одновременно (1955—1995) преподавал в Ташкентском театрально-художественном институте им А. Н. Островского. В 1961 году вступил в КПСС.
В 1995 году уехал в Израиль. В Хайфе выступал с лекциями и научными докладами, опубликовал ряд статей, был одним из организаторов и членом руководства амуты «Ба офен тарбути» — творческого объединения, товарищества профессионалов художественной культуры.

### Семья
Дочь — Татьяна Александровна Рыбник, театровед.

## Научная деятельность
В 1954 году защитил кандидатскую диссертацию («Русская театральная критика XVIII и первой четверти XIX в.»).
Подготовил несколько кандидатов наук, в числе которых Т.Абидов, Р. Я. Азизова, Т.Алланазаров, Б.Джураев, В. П. Дьяченко, И.Илялова, С.Камалиддинов, М. Т. Мирзамухамедова, Д.Мусаева, Е.Панова, А. Г. Сосновская, Т. Т. Турсунов, Э.Умаров, М. А. Хамидова, Т.Юлдашев.
Был соавтором ряда статей по разделу «Узбекский театр» и научным консультантом 1-5 томов «Tеатральной энциклопедии» (М.: Советская энциклопедия, 1961—1967). Редактировал монографии Х. Н. Абул-Касымовой, Л. А. Авдеевой, Р. Я. Азизовой, Т.Алланазарова, М. А. Ашрафи, Н. А. Барабаш, В. М. Вильчека, В. П. Дьяченко, В. Ю. Захидова, С.Камалиддинова, М. Т. Мирзамухамедовой, И. А. Мухтарова, А. Г. Сосновской, В. Н. Сундуковой, Р. Х. Такташа, Д.Тешабаева, Т. Т. Турсунова, М. А. Хамидовой

### Избранные труды
- Вопросы театра: Сб. статей / отв. ред. А. М. Рыбник. — Ташкент: Фан, 1973. — 107 с. — 1000 экз.[6]
- Рыбник А. М. Русская театральная критика XVIII и первой четверти XIX в.: Автореф. дис. … канд. искусствовед. — М., 1954. — 16 с. — 100 экз.[7]
- Рыбник А. М. Узбекский театр // История советского драматического театра: в 6-ти т. — М: Наука, 1966.[8]
- Театральное и хореографическое искусство Узбекистана: [Сб. статей / Отв. ред. А. М. Рыбник]. — Ташкент: Фан, 1966. — 156 с. — 1000 экз.[9]
- Узбекский советский театр / [Отв. ред. А. М. Рыбник]. — Ташкент: Наука, 1966. — Кн. 1. — 355 с. — 1500 экз.[10]
- Ходжаев К. Монолог об актёрской жизни: О времени и о себе / [Лит. обраб. А. М. Рыбника]. — Ташкент: Изд-во лит. и искусства, 1983. — 223 с. — 2000 экз.[11]
- Нужна ли Израилю культура? (совм. с Ф.Шумахером) // Начало: прил. к газ. «Новости недели». — 1996. — 15 авг.
- Снова о терминах и понятиях, о своеобразном их толковании (совм. с Ф.Шумахером) // День 7-й: прил. к газ. «Новости недели». — 1996. — 30 авг.
- «Ба офен тарбути»: Родилось товарищество профессионалов художественной культуры (совм. с Ф.Шумахером) // Вестник Хайфы и Севера: еженед. независимая газ. — 1996. — 13 сент.
- Любим ли мы театр? (совм. с Ф.Шумахером) // Досуг: прил. к газ. «Новости недели». — 1996. — 20 сент.
- Знаменитый пушкинский афоризм… // Хайфский библиофил : [альманах]. — Хайфа, 2001. — Вып. 1.
- Люди и время (о романе Бориса Полякова «Опыт и лепет») // Хайфский библиофил : [альманах]. — Хайфа, 2001. — Вып. 2.
- Как мы поступали в аспирантуру: Эпизод из практики антисемитизма в СССР // Еврейский камертон: прил. к газ. «Новости недели». — 2002. — 7 фев.
- Тот январский день сорок восьмого года… // 7 дней: прил. к газ. «Новости недели». — 2002. — 28 фев.

## Награды
- Орден Красной Звезды (13.4.1945)[3]
- Медаль «За победу над Германией в Великой Отечественной войне 1941—1945 гг.» (18.8.1946)[4]
- Орден Отечественной войны I степени (1.8.1986)[12]